# Гайдучок Ігор Григорович
Гайдучок Ігор Григорович (народився 27 травня 1966 року в с. Градівка Городоцького району Львівської області) — український науковець, доктор медичних наук, доцент. Генеральний директор ВПНЗ «Львівський медичний університет», генеральний директор Медичного коледжу «Монада», Заслужений працівник освіти України, Заслужений тренер України, лауреат премії ім. Ф. Г. Яновського НАН України. Заступник головного редактора науково-практичного журналу «Актуальні проблеми медицини, фармації та біології». Автор наукових та навчально-методичних праць, у тому числі книг.

## Життєпис
Ігор Григорович Гайдучок нар. 27 травня 1966 року в с. Градівка Городоцького району на Львівщині. Випускник Львівського державного медичного інституту (1989). З 1989 року лікар-епідеміолог Шевченківської санепідемстанції м. Львів. З 1990 року головний лікар профілакторію «Водник». З 1992 року генеральний директор Медичного коледжу «Монада». З 2004 року генеральний директор Львівського медичного інституту. Випускник Львівського державного медичного інституту (1989).

## Професійна діяльність
- 1989 р. — лікар-епідеміолог Шевченківської санепідемстанції м. Львів.

- 1990 р. — головний лікар профілакторію «Водник».

- 1992 р. — генеральний директор медичного коледжу «Монада».

- 1999 р. — здобув другу вищу освiту за спеціальністю «правознавство».

- 2004 р. — генеральний директор Львівського медичного інституту. Тепер — ВПНЗ «Львівський медичний університет».

- 1999 р. — засновник благочинного фонду «Галичина» та громадської організації «Асоціація сприяння охороні здоров'я населення»[2].

## Навчально-науковий комплекс медичних навчальних закладів
Гайдучок Ігор Григорович - ініціатор створення багатоступеневої приватної вищої медичної освіти в Україні у 1991 році. Метою якого є підготовка медичних кадрів від молодшого спеціаліста до магістра. В структуру унікального комплексу медичних навчальних закладів сучасної освіти входять: Львівський медичний інститут, медичний коледж "Монада" з базовим відділенням у Львові та з філіями у Первомайську, Луцьку, Ужгороді, Хусті, Дрогобичі в Чернівцях, медичне училище "Медик" з філіями у Дрогобичі та Ужгороді.
За час свого існування - ця потужна освітня мережа медичних навчальних закладів підготувала більш як 20 000 випускників, які успішно працюють в Україні та за кордоном.
Освітні медичні заклади лідирують у міжнародних виставках навчальних закладів та отримують престижні нагороди.
Навчання студентів проводиться за напрямками: стоматологія ортопедична, фармація (денна і заочна форма навчання), лікувальна справа, сестринська справа, зубний гігієніст.

## Звання та нагороди
- Заслужений працівник освіти України (2003)

- Заслужений тренер України, нагороджений знаками: «За розбудову освіти», «За наукові досягнення»[2].

- Нагороджений численними грамотами та дипломами Міністерства освіти і науки України, Національної академії педагогічних наук України, Асоціації навчальних закладів України недержавної форми власності, ЦК профспілки працівників охорони здоров'я України, Інституту спадкової патології АМН України за навчальні посібники, довідники, спортивну, адміністративну та освітянську діяльність[3].

## Навчальні видання
Автор (співавтор) низки навчальних посібників, серед яких:
«Пульмонологія» (2000);
«Невідкладні стани» (2001, 2003, 2004);
«Тлумачний словник поширених медичних термінів» (2004).